# Ernest (Pensilvania)
Ernest es un borough ubicado en el condado de Indiana en el estado estadounidense de Pensilvania. En el año 2000 tenía una población de 501 habitantes y una densidad poblacional de 824 personas por km².

## Geografía
Ernest se encuentra ubicado en las coordenadas 40°40′39″N 79°09′51″O / 40.67750, -79.16417.

## Demografía
Según la Oficina del Censo en 2000 los ingresos medios por hogar en la localidad eran de $21,058 y los ingresos medios por familia eran $28,214. Los hombres tenían unos ingresos medios de $23,438 frente a los $17,125 para las mujeres. La renta per cápita para la localidad era de $10,951. Alrededor del 19.8% de la población estaba por debajo del umbral de pobreza.